# Спінтарископ

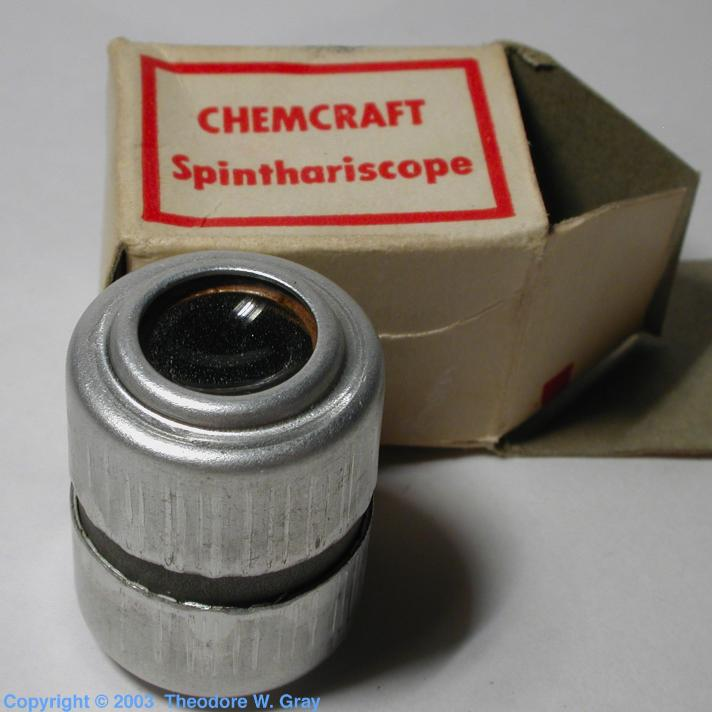
Спінтарископ-іграшка. Продавався у США в 1950-х роках.

Спінтариско́п (від грецьк. σπινθήρα — іскра і σκοπέω — дивлюся, спостерігаю) — прилад для візуального спостереження швидких  α-частинок. Винайдено  Вільямом Круксом у 1903 р. В даний час (2019 р.) у фізичних експериментах не застосовується.

## Принцип дії
Падаючи на поверхню, покриту шаром  сцинтилюючої речовини, наприклад,  сульфідом цинку швидка  α-частинка, породжена, наприклад, α-розпадом ядер природного урану, викликає слабкий світловий спалах, який можна спостерігати адаптованим до темряви неозброєним оком або за допомогою лупи невисокого збільшення. Спінтарископ — родоначальник  сцинтиляційних лічильників швидких заряджених частинок.

## Історична роль
Свого часу цей прилад зіграв істотну роль у встановленні будови атома  в експериментах Гейгера — Марсдена, на підставі яких, в 1911 р., Резерфорд запропонував  планетарну модель атома.